# Skyddsrummet Luxgatan
Skyddsrummet Luxgatan är en novellsamling från 2015 av den svenske författaren Jerker Virdborg. Novellerna utspelar sig i Sverige under ett pågående inbördeskrig mellan ospecificerade parter. Vartannat avsnitt i boken utspelar sig i ett avancerat skyddsrumskomplex. Virdborg var inspirerad av världsläget som han uppfattar som instabilt även för Sveriges del. Vid lanseringen drog han paralleller mellan bokens innehåll och konflikten i östra Ukraina, ebolautbrottet i Västafrika och syriska inbördeskriget.

## Mottagande
Merete Mazzarella skrev i Upsala Nya Tidning att boken lika gärna kunde kallas mosaikroman som novellsamling. Hon beskrev den som "utomordentligt svensk, lågmäld, kontrollerad, precis, skenbart svalt registrerande". Mazzarella fortsatte: "Maktutövningen i samhället ter sig obegriplig intill rena godtycket: på Stockholms tunnelbanestationer kan man när som helst bli jagad och misshandlad – möjligen till döds – av SL-väktare, utan att det klargörs på vems uppdrag det sker kan man få besök av män som granskar ens hem och sedan bär ut ens värdeföremål. Men de säger i alla fall tack när de går för med ett undantag – en novell om en gerillagrupp som påminner om ISIL – skildras också våldet kontrollerat, lågmält, svenskt. Det hindrar ingalunda att det är mycket förstörelse: både riksdagen och Rosenbad sprängs, en kyrka sticks i brand, gravar förstörs, människornas förflutna, deras historia plånas ut. Det är desto sorgligare som de enda egentliga känslor personerna ger uttryck för är knutna till det förflutna, till barndomsminnen eller till föremål som de fingerborgar en gammal döende kvinna längtar efter." I Norrköpings Tidningar skrev Stig Hansén: "Jerker Virdborg har allt i sin hand, har rätt antal bokstäver i orden, tar elegant det välbekanta och lägger så många lager färg på det att man snart inte kommer ihåg hur det såg ut från början. ... Det som kan kallas samhällsproblem ligger nära, men så etikettsenkelt blir det aldrig. Snarare är det, märker jag när jag närmar mig slutet, så att vi ser Virdborgs skuggfigurer tills vi misstänker att vi ser oss själva och något börjar kännas mellan skulderbladen, just där som det är så skrämmande svårt att få undan det som kliar."